# Sint Anthonis
Sint Anthonis ( udtale ?) eller Sint Tunnis ( udtale ?) er en kommune og en by i den sydlige provins Noord-Brabant i Nederlandene. 

## Galleri
- Welkom in gemeente Sint Anthonis (velkommen til Sint Anthonis kommune)
- Rådhuset
- Rådhuset
- Tot ziens! (Vi ses)

- Wikimedia Commons har flere filer relateret til Sint Anthonis

51°37′34″N 5°52′52″Ø / 51.626°N 5.881°Ø